# Districtul Thanyaburi
Thanyaburi (în thailandeză ธัญบุรี) este un district (Amphoe) din provincia Pathum Thani, Thailanda, cu o populație de 184.597 de locuitori și o suprafață de 112,124 km².

## Componență
Districtul este subdivizat în 6 subdistricte (tambon), care sunt subdivizate în 12 de sate (muban).
| Nr. | Nume          | În thailandeză | Sate | Locuitori |
| --- | ------------- | -------------- | ---- | --------- |
| 1.  | Prachathipat  | ประชาธิปัตย์      | -    | 77,204    |
| 2.  | Bueng Yitho   | บึงยี่โถ          | 4    | 28,912    |
| 3.  | Rangsit       | รังสิต           | 4    | 21,924    |
| 4.  | Lam Phak Kut  | ลำผักกูด         | 4    | 33,201    |
| 5.  | Bueng Sanan   | บึงสนั่น          | -    | 06,986    |
| 6.  | Bueng Nam Rak | บึงน้ำรักษ์        | -    | 16,370    |